# Miguel da Rocha Lima
Miguel da Rocha Lima, mais conhecido como Rocha Lima (Goiás, 12 de agosto de 1868 — Goiás, 14 de julho de 1935), foi um empresário e político brasileiro que serviu como senador estadual, presidente do Estado de Goiás por três vezes entre 1905 e 1925, além de senador federal pela mesma unidade federativa, entre 1926 e 1930.

## Primeiros anos
Nascido em 12 de agosto de 1868, na cidade de Goiás, capital da Província de Goiás, Miguel da Rocha Lima era filho de Franklin da Rocha Lima e de Adelaide Augusta Carneiro da Rocha Lima. Realizou sua educação secundária no Seminário episcopal de Goiás, ingressando na Academia de Direito, porém não concluindo o curso.

## Carreira política
Em 1895, ocupa o primeiro cargo público ao ser eleito deputado estadual por Goiás na 2.ª legislatura da Câmara de Deputados do estado, pelo Partido Republicano de Goiás. Reelegeu-se para um segundo mandato, que durou de 1898 até 1900, e neste período ocupou a Vice-presidência da Casa. Em 1901, assumi um mandato na primeira legislatura do Senado Estadual (5.º do Congresso Legislativo), sendo eleito o primeiro presidente da Casa assim que se iniciaram os trabalhos legislativos.

### Governo estadual
Em 1905, com apoio do então presidente do Estado de Goiás, José Xavier de Almeida, é eleito para a sucessão do supracitado. No entanto, Almeida havia se tornado rival do grupo vigente da época, encabeçado por José Leopoldo Bulhões Jardim, o mesmo que grupo que o elegera. Portanto, o candidato bulhonista, José Joaquim de Sousa, foi homologado como eleito pelos Bulhões, mesmo tendo obtido apenas 8.937 contra os 23.404 de Rocha Lima.
A questão foi encaminhada para o Congresso Nacional do Brasil, no qual formou-se a Comissão Julgadora. O relator da Comissão, deputado federal por Minas Gerais, Estevão Lobo Leite Pereira, deu causa vencida para Rocha Lima, rejeitando um pedido de intervenção federal de Leopoldo de Bulhões na unidade federativa.
Em seguida, Rocha Lima manteve as políticas de arrocho fiscal de Xavier de Almeida, como manteve grande parte do seu secretariado. Um dos secretários de estado mantidos, foi o da Justiça e Interior, Antônio Ramos Caiado, político situacionista que viria a renunciar em 1908 para apoiar Bulhões.
Em 1909, o PRG, comandado pelas frentes ''xavieristas'', lança o sogro de José Xavier, Hermenegildo Lopes de Morais à presidência estadual, em desfavor do bulhonista Gonzaga Jaime; com o respaldo de Lima. A vitória de Morais em março levou à Revolução de 1909, um conflito socio-político que estava prestes a atingir proporções militares, quando Miguel da Rocha Lima renuncia em 11 de março, sendo sucedido por seu 1.º vice-presidente, Francisco Bertoldo de Sousa, que é deposto pelos revoltosos comandados por Eugênio Rodrigues Jardim, em Goiás, Leopoldo Bulhões, no Rio de Janeiro e Totó Caiado, na cena política. Em seguida, os revoltosos desfizeram o PRG e estabeleceram seu partido como o dominante, o Partido Democrata.
Também reconduziram ao poder, o político Urbano de Gouveia, até as eleições de 1912, disputa na qual, Miguel fora reeleito para o cargo de senador estadual, tendo se filiado ao PD, após o declínio político de Bulhões e a assunção de Caiado à presidência do Partido. Em seguida, no ano de 1917, sucedeu Totó Caiado na presidência do PD, permanecendo por 13 anos até a Revolução de 1930. Foi por várias vezes, Vice-presidente do Senado Estadual na chapa de Joaquim Rufino Ramos Jubé e em 1921 foi eleito 2.º vice-presidente do Estado, na chapa de Eugênio Jardim. Em 27 de julho de 1923, Jardim renuncia. Seu 1.º vice-presidente, Francisco Aires da Silva, inexplicavelmente, não assume o governo, então Miguel novamente é reconduzido à presidência de Goiás, sendo licenciado por um breve tempo, enquanto Ramos Jubé substituía-o. Foi presidente estadual até a eleição e posse de Brasil Ramos Caiado, em 14 de julho de 1925.

### Senado Estadual e Federal de Goiás
Foi reeleito não-consecutivamente para o cargo de senador estadual em 1925, porém logo renuncia em maio de 1926, quando fora eleito para substituir o senador federal falecido, Hermenegildo de Morais Filho, assumindo uma vaga no Senado e sendo reeleito em 1929 pelo Partido Democrata. Porém, seu mandato foi interrompido pela Revolução de 1930, que encerrou a Primeira República Brasileira.

## Morte
Faleceu na antiga capital homônima do estado de Goiás, sua cidade natal, no dia 14 de julho de 1935 aos 65 anos incompletos.